# Minnesota Timberwolves 2015-2016
La stagione 2015-16 dei Minnesota Timberwolves fu la 27ª nella NBA per la franchigia.
I Minnesota Timberwolves arrivarono quinti nella Northwest Division della Western Conference con un record di 29-53, non qualificandosi per i play-off.

## Roster
| N° | Naz.                   | Ruolo | Sportivo           | Anno | Alt. | Peso \|\| |
| -- | ---------------------- | ----- | ------------------ | ---- | ---- | --------- |
| 1  | Stati Uniti (bandiera) | G     | Tyus Jones         | 1996 | 188  | 88        |
| 4  | Stati Uniti (bandiera) | A     | Greg Smith         | 1991 | 208  | 113       |
| 5  | Senegal (bandiera)     | C     | Gorgui Dieng       | 1990 | 211  | 111       |
| 8  | Stati Uniti (bandiera) | G     | Zach LaVine        | 1995 | 196  | 82        |
| 9  | Spagna (bandiera)      | G     | Ricky Rubio        | 1990 | 193  | 82        |
| 12 | Stati Uniti (bandiera) | A     | Tayshaun Prince    | 1980 | 206  | 96        |
| 14 | Montenegro (bandiera)  | A     | Nikola Peković     | 1986 | 211  | 110       |
| 15 | Stati Uniti (bandiera) | G     | Shabazz Muhammad   | 1992 | 198  | 102       |
| 21 | Stati Uniti (bandiera) | AC    | Kevin Garnett      | 1976 | 211  | 100       |
| 22 | Canada (bandiera)      | G     | Andrew Wiggins     | 1995 | 203  | 91        |
| 23 | Stati Uniti (bandiera) | G     | Kevin Martin       | 1983 | 201  | 84        |
| 24 | Stati Uniti (bandiera) | G     | Andre Miller       | 1976 | 191  | 91        |
| 25 | Croazia (bandiera)     | A     | Damjan Rudež       | 1986 | 208  | 103       |
| 32 | Stati Uniti (bandiera) | C     | Karl-Anthony Towns | 1995 | 213  | 111       |
| 33 | Stati Uniti (bandiera) | A     | Adreian Payne      | 1991 | 208  | 111       |
| 88 | Serbia (bandiera)      | C     | Nemanja Bjelica    | 1988 | 208  | 109       |

## Staff tecnico
- Allenatore: Sam Mitchell
- Vice-allenatori: Sidney Lowe, Ryan Saunders, David Adelman
- Preparatore atletico: Gregg Farnam